# Rickmer Rickmers (hajó)
Koordináták: é. sz. 53° 32′ 41″, k. h. 9° 58′ 21″53.544722°N 9.972500°E
A Rickmer Rickmers egy antiguai lobogó alatt a hamburgi Landungsbrücken közelében állomásozó háromárbócos vitorlás, amelyet ma múzeumhajóként használnak.

## Története
A hajót a Rickmers Hajózási Vállalat számára építette a Rickmers hajógyár. (A névazonosság a közös tulajdonostól, Rickmer Clasen Rickmers hajómágnástól származik. A hajót Rickmers a nagyapjáról nevezte el.) Az első, Hongkongba tartó útra Hermann-Hinrich Ahlers kapitány 24 fős legénységével indult a hajó, hogy az ázsiai városállamból rizzsel és bambusszal megrakodva térjen vissza. A következő években is a Rickmers vállalat megbízásából az Ázsia-Németország útvonalon közlekedett. 1904-ben az Indiai-óceánon ciklonba keveredett, középső vitorláját elveszítve Fokvárosba kellett befutnia a szükséges javításokért. Itt a hajó vitorlázatában jelentős átalakításokat végeztek. 
1912-ben a Rickmer Rickmerst eladták a hamburgi Carl Christian Krabbenhöftnek, aki Max néven üzemeltette a hajót. A hajó ettől kezdve nitrátot szállított Chile partvidékéről Hamburgba. Ez az útvonal volt az utolsó, amelyen a vitorláshajók domináltak. Az első világháború kezdeti napjaiban a Max Európa felé visszaúton befutott a portugál Azori-szigetek kikötőjébe, ahol a németekkel ellenséges portugál kormány lefoglalta és brit kézre adta. Az angolok Flores néven hadianyag szállítására használták, majd a háború végén visszaadták Portugáliának. 
A portugálok Sagres néven haditengerészeti kiképzőhajóvá alakították át. 1930-ban egy segédmotort szereltek a hajóba. A második világháborút a semleges Portugália kikötőiben vészelte át. 1958-ban megnyerte a Nagyvitorlások Nemzetközi Regattáját. 1962-ben elveszítette a kiképzőhajó címet. Vitorláit leszerelték és úszó műhelyként szolgált a portugál haditengerészet hajójavító üzemében. 
1983-ban a félreállított Sagrest felkutatta és megvásárolta a Windjammer für Hamburg nevű egyesület. Hamburgba vontatták, ahol felújítása után visszakapta eredeti nevét. A Rickmer Rickmerst a belvárossal szomszédos Elba-parton horgonyozták le. 1987-ben nyílt meg a belsejében kialakított múzeum. Mai tulajdonosa a Rickmer Rickmers alapítvány, amely adományokból, belépőjegyekből és a város hozzájárulásából finanszírozza a hajó működését. Belsejében időszaki kiállítások váltogatják egymást. Jelenleg is a hamburgi kikötőben állomásozik, a Cap San Diego közvetlen szomszédságában.

## Külső hivatkozások
- A múzeum honlapja
- Fotók Rickmers Rickmers
- Windjammer für Hamburg egyesület honlapja
- Fényképek a hajóról